# Lorena Benítez
Flavia Lorena Benítez (* 3. Dezember 1998 in Luis Guillón, Provinz Buenos Aires) ist eine argentinisch-paraguayische Fußballspielerin.

## Karriere

### Klub
Nach ihrer Zeit bei dem Verein CA San Lorenzo de Almagro, für den sie bis 2016 sowie im Futsal noch etwas länger aktiv war, wechselte sie im Jahr 2016 zu den Boca Juniors. Für diese war sie bis zum Ende des Jahres 2021 aktiv und wechselte danach zum Club Atlético Estudiantes. Dieser verlieh sie Anfang Februar 2023 bis zum Ende des laufenden Jahres nach Brasilien zur SE Palmeiras.

### Nationalmannschaft
Durch ihr Geburtsland ist sie für Argentinien spielberechtigt, durch die Herkunft ihrer Eltern hätte sie auch für Paraguay aktiv sein können. Nachdem sie schon mit der argentinischen U20 an der Südamerikameisterschaft 2015 teilgenommen hatte, wurde sie im Jahr 2019 für die A-Nationalmannschaft von Argentinien nominiert.
Ihr Debüt gab sie am 3. März 2019 bei einer 0:2-Niederlage gegen Neuseeland während des Cup of Nations 2019. Hier stand sie in der Startelf und wurde in der 81. Minute für Milagros Otazú ausgewechselt. Nach einem weiteren Einsatz bei diesem Einladungsturnier wurde sie für den Kader bei der Weltmeisterschaft 2019 nominiert, bei der sie in allen drei Spielen in der Startelf stand.
Nachdem das Jahr 2020 ohne Einsatz geblieben war, kam sie im folgenden Jahr beim SheBelieves Cup 2021 zu einigen Einsätzen. In den folgenden zwei Jahren kamen noch einige Freundschaftsspieleinsätze hinzu.
Am 8. Juli 2023 wurde sie für den finalen Kader der Weltmeisterschaft 2019 nominiert.